# Трипепи, Луиджи
Луиджи Трипепи (итал. Luigi Tripepi; 21 июня 1836, Кардето, королевство Обеих Сицилий — 29 декабря 1906, Рим, королевство Италия) — итальянский куриальный кардинал и папский сановник. Префект Архива Святого Престола с 19 сентября 1892 по 16 июня 1894. Секретарь Священной Конгрегации Собора с 16 июня 1894 по 1 октября 1896. Заместитель государственного секретаря Святого Престола с 1 октября 1896 по 15 апреля 1901. Префект Священной Конгрегации индульгенций и священных реликвий с 7 января 1903 по 29 декабря 1906. Про-префект Священной Конгрегации образования с 28 января 1904 по 29 декабря 1906. Кардинал-дьякон с 15 апреля 1901, с титулярной диаконией Санта-Мария-ин-Домника с 18 апреля 1901.